# 溫美現代藝術館
溫美現代藝術館是位於加拿大沙斯卡寸旺省沙士加通市的一座公立美術館，置於南沙斯卡寸旺河西岸。溫美面積一萬一千五百八十二平方米，耗資八千萬加元蓋設，由聯邦、省、市三級政府支助。溫美藝術館是由加拿大KPMB建築設計公司及Smith Carter Architects and Engineers設計，榮獲二〇一一年加拿大建築設計傑出獎，目前指定於二〇一七年十月二十一日開幕。

## 歷史
二〇一一年，主贊助人艾倫·溫美捐助一千五百萬加元於建設莱美藝術館、一千五百萬加元於藝術館的國際展覽計劃，及捐贈世界最大的畢加索油毡浮雕版系列於藝術館永久收藏，價值兩千萬加元。莱美現代藝術館的前身是孟德爾美術館，將會收藏它的七千七百多件藝術品。孟德爾美術館於一九六四年由腓特烈·所羅門·孟德爾成立，二〇一五年六月關閉 。新藝術館將會把其中一個藝廊及一個國際講述系列為孟德爾命名。
莱美藝術館首任館長及行政總裁Gregory Burke於二〇一三年委任。二〇一四年九月十七日，慈善家及歐洲印版專家Frederick Mulder宣佈設於英國的Frederick Mulder基金將會捐贈二十三件畢加索陶瓷給溫美藝術館。

## 開幕前
二〇一七年開幕前，溫美藝術館為促進未來展覽計劃，宣佈一個開幕前計劃，包括“博物館3.0”公衆節目系列及SUPERCOMMUNITY（超級社居），一個在第五十六屆威尼斯雙年展展出的e-flux journal作品。加拿大藝術基金報道：“雙年展由五月至八月期間將會選拔參加者於二〇一五年秋季在沙士加通參加座談會。”

## 展覽
溫美藝術館的首行展覽名爲Field Guide（圖鑑），將包括藝術館收藏品及當代藝術品。展覽將包括腓特烈·孟德爾為孟德爾美術館一九六四年開幕所捐贈的十三分作品，其中有Lawren Harris、 Emily Carr及David Milne的作品。

## 爭議
二〇一五年十二月，沙士加通市本地藝術家發出公開信，要求溫美藝術館董事會甲除董事John Gormley。公開信指 Gormley於二〇一五年巴黎恐襲後在Twitter發出短訊建議對穆斯林施暴。獨立第三方對Gormley進行審核，二〇一六年一月決定Gormley沒有違反溫美藝術館的操守指引，但Gormley於該年四月十二日辭退董事職務。

## 外部連結
- 官方网站
- SUPERCOMMUNITY （页面存档备份，存于）